# Isophya modestior
Isophya modestior is een rechtvleugelig insect uit de familie sabelsprinkhanen (Tettigoniidae). De wetenschappelijke naam van deze soort is voor het eerst geldig gepubliceerd in 1882 door Carl Brunner von Wattenwyl.